# Avicii Forever
Avicii Forever é a primeira coletânea de maiores sucessos do produtor sueco de música eletrônica Avicii. Lançado em 16 de maio de 2025, é o segundo álbum póstumo desde sua morte em abril de 2018. O álbum é composto por 19 canções já lançadas e uma faixa inédita, "Let's Ride Away", com a participação de Elle King. As primeiras cópias físicas também incluem a "Ibiza Version" de 2016 de "Forever Yours", outra faixa não lançada que ele tocou em seu último show, em 28 de agosto de 2016, no Ushuaïa Ibiza Beach Hotel.
A arte da capa apresenta uma renderização de um monumento de pedra com o logo de Avicii, feito com mais de 500 kg de pedra extraída de Escânia, na Suécia. O álbum sucede o documentário "Avicii – I'm Tim".

## Lista de faixas
| N.º            | Título                                                          | Duração |  |
| 1.             | "Wake Me Up"                                                    | 4:09    |  |
| 2.             | "Levels"                                                        | 3:21    |  |
| 3.             | "Let’s Ride Away" (com Elle King)                               | 2:23    |  |
| 4.             | "The Nights"                                                    | 2:56    |  |
| 5.             | "Waiting for Love"                                              | 3:01    |  |
| 6.             | "Without You" (com Sandro Cavazza)                              | 3:01    |  |
| 7.             | "\|SOS" (com Aloe Blacc)                                        | 2:37    |  |
| 8.             | "Hey Brother"                                                   | 4:14    |  |
| 9.             | "Lonely Together" (com Rita Ora)                                | 3:01    |  |
| 10.            | "I Could Be the One" (com Nicky Romero)                         | 3:28    |  |
| 11.            | "Silhouettes"                                                   | 3:31    |  |
| 12.            | "Fade into Darkness"                                            | 3:18    |  |
| 13.            | "You Make Me"                                                   | 3:53    |  |
| 14.            | "The Days"                                                      | 4:38    |  |
| 15.            | "For a Better Day"                                              | 3:26    |  |
| 16.            | "Addicted to You"                                               | 2:28    |  |
| 17.            | "Friend of Mine" (com Vargas & Lagola)                          | 2:29    |  |
| 18.            | "Broken Arrows"                                                 | 3:52    |  |
| 19.            | "Heart Upon My Sleeve" (com Imagine Dragons)                    | 4:14    |  |
| 20.            | "Heaven" (com Chris Martin)                                     | 4:37    |  |
| 21.            | "Forever Yours (Tim's 2016 Ibiza Version)" (com Sandro Cavazza) | 3:28    |  |
| Duração total: | Duração total:                                                  | 70:06   |  |